# Comuna Popasne, Novomoskovsk
Popasne (în ucraineană Попасне) este o comună în raionul Novomoskovsk, regiunea Dnipropetrovsk, Ucraina, formată din satele Nadejdivka, Popasne (reședința), Prîvilne și Tarasove.

## Demografie
Componența lingvistică a satului Popasne
     Ucraineană (91,37%)
     Rusă (6,42%)
     Alte limbi (0,59%)
Conform recensământului din 2001, majoritatea populației satului Popasne era vorbitoare de ucraineană (91,37%), existând în minoritate și vorbitori de rusă (6,42%).